# إرنست أوقست فاغنر
إرنست أوقست فاغنر (بالألمانية: Ernst August Wagner)‏ هو قاتل فترة ألماني، ولد في 22 سبتمبر 1874 في Eglosheim ‏ في ألمانيا، وتوفي في 27 أبريل 1938 في فينندن في ألمانيا بسبب سل.